# 박용인
박용인(朴容仁, 1988년 9월 7일 ~ )은 대한민국의 가수이다. 음악 그룹 어반자카파의 멤버이다.

## 방송
- 2017년 MBC 복면가왕 누가 내 얼굴 밟고 지나갔어? 롤러보이 (참가자)